# Lauf gegen Rechts
Der Lauf gegen Rechts ist eine gemeinnützige Laufsport-Veranstaltung, die jährlich in Hamburg stattfindet. Der Volkslauf wird vom Fußballclub FC St. Pauli veranstaltet und von dessen Marathonabteilung organisiert. Der Lauf fand erstmals am 2. Juni 2012 statt und wird immer um den ersten Sonntag im Juni herum terminiert.

## Laufstrecke / Streckenführung

Karte der Binnen- und Außenalster

Gelaufen wird eine Runde links herum um die Außenalster. Der Start und das Ziel befinden sich auf der Grillwiese am Schwanenwik. Die Strecke hat eine Distanz von 7,33 km und gehört zu den beliebtesten Laufstrecken Hamburgs.

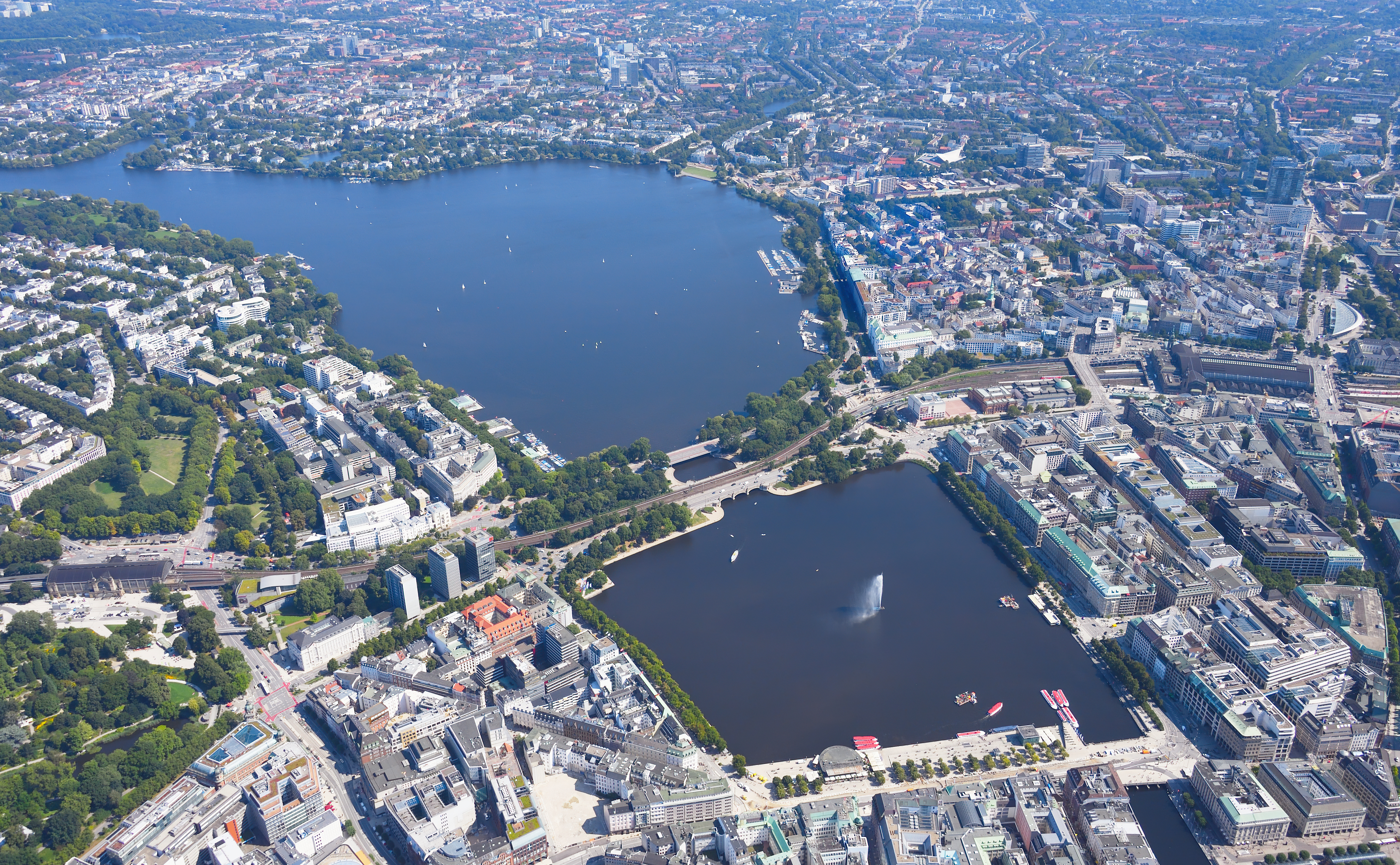
Laufbild der Binnen- und Außenalster

Die stark frequentierte Laufstrecke hat außer an den Brückenrampen keine Steigungen, verläuft überwiegend auf schattigen Rad- und Fußwegen und ist sowohl für Anfänger und Fortgeschrittene geeignet. Zwei Abschnitte von rund 500 Meter Länge führen über planierte Sandwege, ansonsten ist die Laufstrecke durchgängig asphaltiert. Der fast durchgehend direkt am Alsterufer gelegene Weg ist mit Halbkilometersteinen markiert und mit zwei stationären Wasserspendern der Hamburger Wasserwerke sowie mehreren Sanitärstationen ausgestattet.
Die Rundstrecke geht entlang der sechs Hamburger Stadtteile Hohenfelde, Uhlenhorst, Winterhude, Harvestehude, Rotherbaum zurück nach St. Georg. Sie führt größtenteils durch den Alsterpark und geht über die Schwanenwikbrücke, Feenteichbrücke, Fernsichtbrücke, Krugkoppelbrücke, Kennedybrücke und Hohenfelder Brücke. Die Laufstrecke wird für die Veranstaltung nicht abgesperrt.
Laut dem Laufmagazin Runner’s World braucht ein sehr gut trainierter Läufer 25 Minuten für die Strecke, ein durchschnittlicher Läufer benötigt zwischen 40 und 50 Minuten.

## Rahmenprogramm
Auf der Schwanenwikwiese befindet sich die Startnummernausgabe, der Start- und Zielbereich sowie die Versorgungsstationen für Getränke und Verpflegung.

## Selbstverständnis
Die Marathonabteilung will mit dem Lauf gegen Rechts ein Zeichen gegen Fremdenfeindlichkeit und Faschismus setzen. Die gesammelten Spenden gehen in voller Höhe an das Hamburger Bündnis gegen Rechts.